# کاسه گوندستروپ

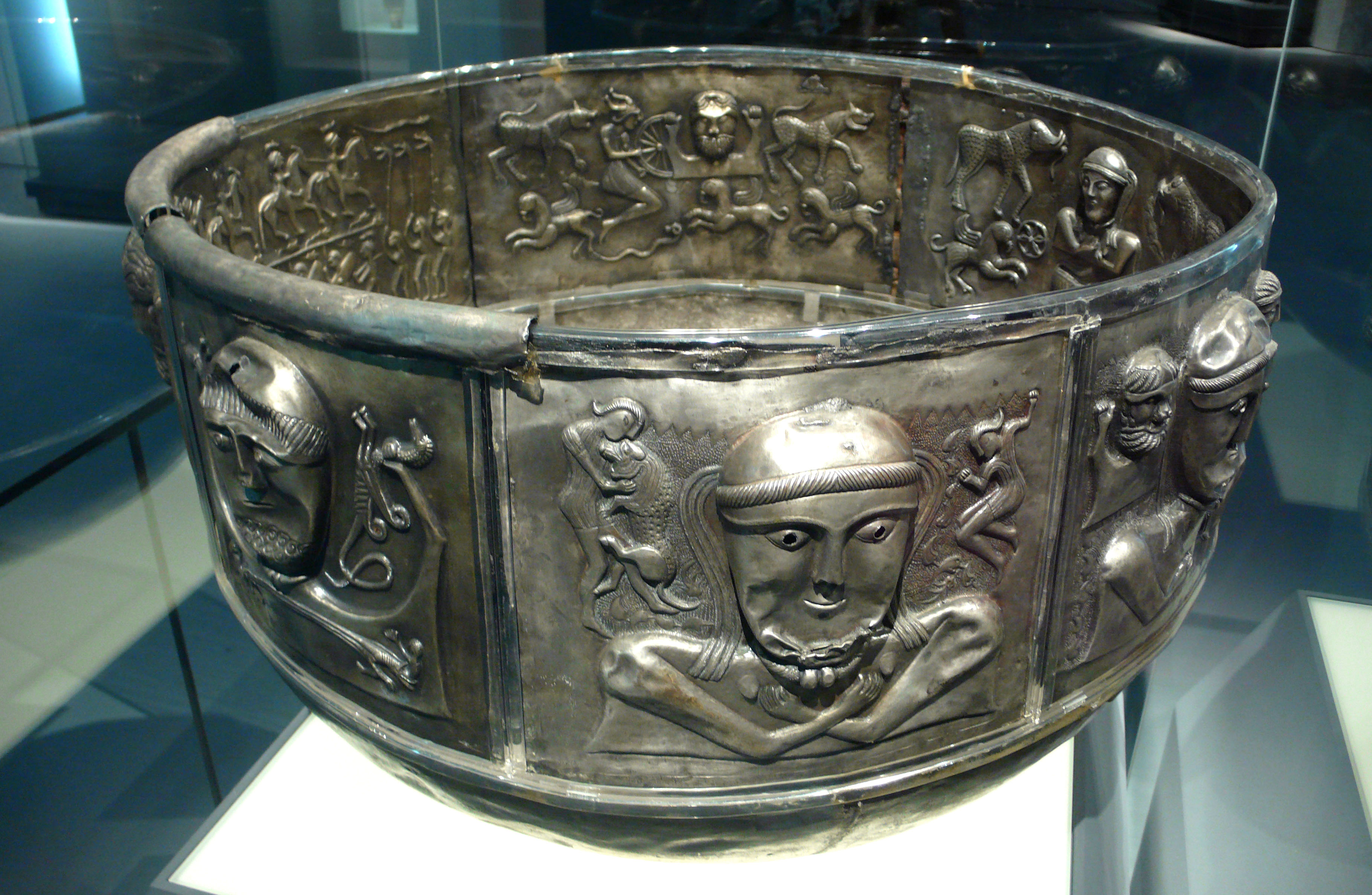
کاسه گوندستروپ که در معدن زغال سنگی در دانمارک یافت شده و بر سطح آن شمایل خدایان و اساطیر سلتی ساخته شده است.

کاسه گوندستروپ, کاسه‌ای نقره است که احتمالا در قرن اول یا دوم میلادی ساخته شده و در معدن زغال سنگی در گوندستروپ دانمارک کشف شده است. در سطح داخلی و خارجی این کاسه شمایل خدایان و اساطیر مختلف مشاهده می‌شود. بسیاری از این شمایل مرتبط با اساطیر سلتی است اگرچه که برخی از آن‌ها منشأ غیرسلتی و حتی شرقی (خاورمیانه‌ای) دارند. خدایان معروف سلتی مثل کرنونوس با شاخ گوزن, تارانیس با چرخ گردونه‌اش و گروهی از سربازان با سلاح‌های سلتی در این کاسه قابل مشاهده هستند. درباره محل ساخت کاسه گوندستروپ گمانه‌زنی‌های مختلفی وجود دارد. بهترین فلزکاران آن زمان در تراکیه و داکیا اروپای شرقی حضور داشته‌اند و احتمالا فلزکاران بیگانه این کاسه را به سفارش سلت‌ها ساخته‌اند. پیدا شدن این کاسه در دانمارک می‌تواند نشانه چپاول سرزمین سلتی گالیا توسط کیمبری‌های توتونی (ژرمنی) باشد. 

## قربانی انسان برای تیوتاتس

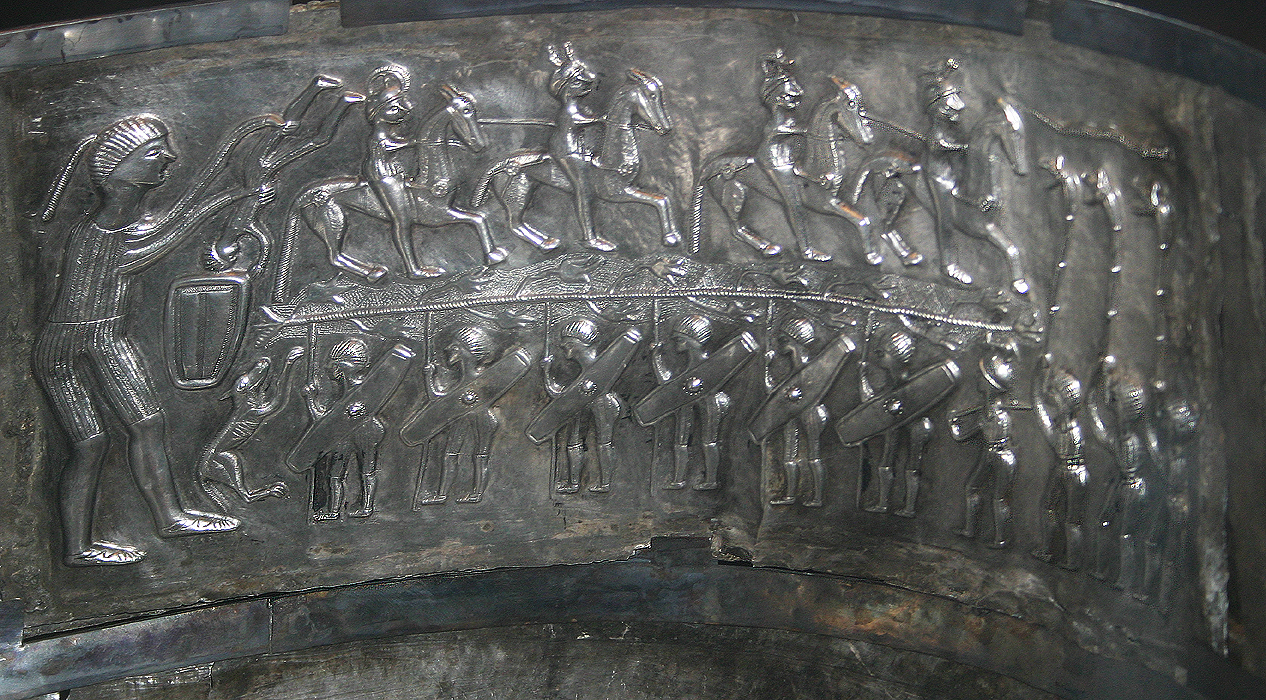
صحنه غرق کردن انسان توسط تیوتاتس, خدای سلتی در کاسه گوندستروپ که امروزه در موزه ملی دانمارک نگهداری می‌شود.

یکی دیگر از نقوش کاسه گوندستروپ را مربوط به خدای سلتی به نام تیوتاتس می‌دانند. در این نقش تیوتاتس در حال غرق کردن مردی در یک سطل است. قربانی کردن انسان برای خدایان در آن زمان امری غیرمعمول نبود. در طرف دیگر سربازان سلتی با نیزه‌ها و سپرهای شش ضلعی گالی سلتی حضور دارند. حدس‌هایی نیز وجود دارد که این جنگجویان با غرق شدن در پاتیل (دیگ) به اکسیر جاودانگی دست می‌یافتند. 